# خضرآباد (عباس‌آباد)
خضرآباد، روستایی است از توابع بخش مرکزی شهرستان عباس آباد در استان مازندران ایران.

## جمعیت
این روستا در دهستان لنگارود شرقی قرار دارد و براساس سرشماری مرکز آمار ایران در سال ۱۳۹۵، جمعیت آن ۱۳۸ نفر (۴۶ خانوار) بوده‌است. مردم خضرآباد از قومیت طبری هستند مردم خضرآباد به زبان طبری (مازندرانی) سخن می‌گویند.